# Douglas Park
Douglas Park è una città dell'Australia situata nel Nuovo Galles del Sud, nella contea di Wollondilly.